# Waudrez
Waudrez is een dorp gelegen in de provincie Henegouwen en een deelgemeente van de Belgische gemeente Binche. Tot 1 januari 1977 was het een zelfstandige gemeente.

## Bezienswaardigheden
- De Sint-Remigiuskerk (Église Saint-Remy) is een classicistisch kerkgebouw van 1780. Vanouds was dit een etappeplaats op de Pelgrimsroute naar Santiago de Compostella.
- Het Château de Clerfayt (ook: Château de Bruille) is vernoemd naar François Sébastien de Croix de Clerfayt die hier in 1733 geboren is.
- Het Gallo-Romeins museum van Waudrez (Musée gallo-romain de Waudrez) toont vondsten uit het vroegere Vodgoriacum, de Romeinse voorloper van Waudrez.

## Natuur en landschap
In Waudrez komen enkele beekjes samen om in de Ruisseau de la Princesse uit te monden. Waudrez ligt aan de Chaussée Brunehaut. Het plaatsje ligt min of meer vastgebouwd aan Binche. De hoogte aan de kerk bedraagt 77 meter.

## Economie
Op de Ruisseau de la Princesse stond een molen die vanaf 1705 als volmolen en vanaf 1797 als oliemolen werd gebruikt. Bij de oliemolen kwam een zeepfabriek die, evenals de molen, in 1863 door brand werd verwoest.
In de 15e eeuw waren er kalkovens.

## Demografische ontwikkeling
- Bronnen:NIS, Opm:1831 tot en met 1970=volkstellingen

## Nabijgelegen kernen
Binche, Battignies, Bray, Estinnes-au-Val, Estinnes-au-Mont, Vellereille-les-Brayeux